# Петровка (Альметьевский район)
 Петровка  — поселок в Альметьевском районе Татарстана. Входит в состав Ямашского сельского поселения.

## География
Находится в юго-восточной части Татарстана на расстоянии приблизительно 18 км по прямой на север-северо-запад от районного центра города Альметьевск.

## История
Основан в 1930 году переселенцами из села Ямаш.

## Население
Постоянных жителей было: в 1938—151, в 1949—124, в 1958 — 70, в 1970 — 62, в 1979 — 14, в 1989 — 2, в 2002 — 18 (русские 67 %), 69 в 2010.